# Alexander Werth (Admiral)
Fritz Willy Ernst Alexander Werth (* 2. Mai 1879 in Haldensleben; † 20. April 1942 in Hamburg) war ein deutscher Vizeadmiral der Kriegsmarine.

## Leben
Werth war ein Sohn des Oberstleutnant Alexander Wilhelm Jugo Werth und seiner Ehefrau Wilhelmine Helene Alexandra, geb. Heise. Alexander Werth trat am 7. April 1897 in die Kaiserliche Marine ein. Am 22. März 1914 wurde er zum Korvettenkapitän befördert.
Später war er Navigationsoffizier auf der Wittelsbach und zugleich in der gleichen Position beim IV. Geschwader. Anschließend war er ab August 1915 für ein Jahr Erster Admiralstabsoffizier beim Führer der Aufklärungsstreitkräfte der Ostsee bzw. später beim Befehlshaber der Aufklärungsstreitkräfte der Ostsee. Er wurde Dezernent im Admiralstab der Marine. Von Dezember 1916 bis Juli 1919 war er Erster Admiralstabsoffizier bei der Marinestation der Ostsee.
Bis 1918 war er u. a. mit dem Eisernen Kreuz I. Klasse, dem Hamburger Hanseatenkreuz, dem Roten Adlerorden 4. Klasse mit der königlichen Krone und dem Ehrenkreuz 2. Klasse der Fürstlich Reußischen jüngerer Linie Kriegsverdienstkreuzes mit Krone und Schwertern.
Nach dem Krieg wurde er in die Reichsmarine übernommen, bis März 1920 Chef des Stabes der Kommandantur Kiel und am 5. Februar 1920 Fregattenkapitän. Von Mai 1920 bis Juli 1920 war er mit der Wahrnehmung der Geschäfte des Befehlshabers der Seestreitkräfte der Ostsee beauftragt. Mitte Juli 1920 übernahm er das Kommando über die Medusa, welches er bis September 1922 innehatte. In dieser Position wurde er am 1. April 1921 Kapitän zur See. Bis Oktober 1924 war er Chef des Stabes der Marinestation der Ostsee und wurde bis September 1927 Chef der Marinewehrabteilung (A I) im Marinekommandoamt der Marineleitung. In dieser Position wurde er am 1. April 1927 zum Konteradmiral befördert. Von September 1927 bis Oktober 1928 war er Befehlshaber der Seestreitkräfte der Nordsee und Zweiter Admiral der Linienschiffe. Am 31. Dezember 1928 wurde er mit dem Charakter als Vizeadmiral aus der Marine verabschiedet.
Für die Kriegsmarine wurde er reaktiviert und war ab September 1939 Reichskommissar beim Prisenhof Hamburg. Am 1. Februar 1941 erhielt er das Patent als Vizeadmiral z. V. Nach seinem Tod Ende April 1942 übernahm Kapitän zur See z. V. Max Kühne die Position.
Werth war mit Carmen, geb. Herrmann, verheiratet und das Paar hatte den späteren Juristen und Staatsbeamten Alexander Werth zum Sohn. Später wurde der Bankier Wilhelm Regendanz Pflegevater des Sohnes.
Alexander Werth ruht auf dem Friedhof Ohlsdorf. Die Grabstätte liegt im Planquadrat W 12, nordöstlich von Kapelle 1.

## Ehe und Familie
Am 30. Juni 1907 heiratete Werth in Hamburg Carmen Andrea Emilia Maria Herrmann (* 11. Oktober 1888 in Mexico). Aus der Ehe ging der Sohn Alexander hervor.